# Palmira (paroisse civile)
Pour les articles homonymes, voir Palmira.
Palmira est l'une des deux divisions territoriales et statistiques et l'unique paroisse civile de la municipalité de Julio César Salas dans l'État de Mérida au Venezuela. Sa capitale est San José de Palmira.